# Linhorka
Linhorka je nevýrazný vrch na katastrálním území vesnice Staré, která je administrativně částí obce Třebívlice v okrese Litoměřice v Ústeckém kraji. Linhorka, která se nachází na území Chráněné krajinné oblasti České středohoří, je geologickou a mineralogickou lokalitou celostátního významu. 

## Popis lokality

### Geografická poloha
Linhorka se nachází v západní části Milešovského středohoří, které je geomorfologickým podcelkem Českého středohoří. Na východním úpatí Linhorky hraničí zdejší louky a zarostlé ovocné sady se zástavbou vesnice Staré, na západní straně se k návrší přimyká ves Leská, která je rovněž částí obce Třebívlice. Zalesněná strmější severovýchodní strana kopce je ohraničena korytem Kuzovského potoka, na některých novějších mapách označovaného jako Žejdlík, avšak běžněji známého (i ve starší dokumentaci) jako Granátka.

### Geologie a mineralogie
Linhorka je pozůstatkem třetihorního vulkánu maarového typu.

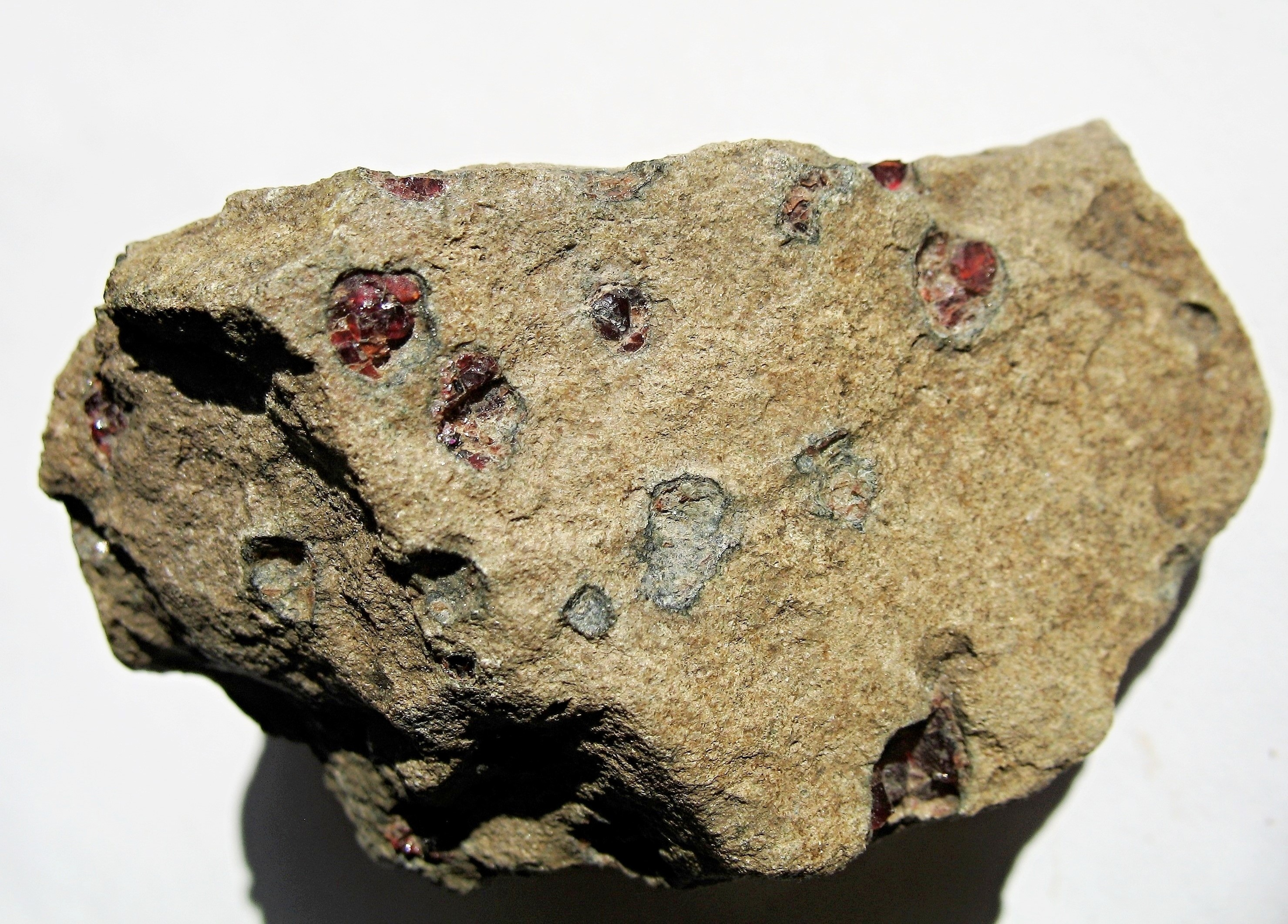
Pyropy neboli české granáty v mateční hornině z vrchu Linhorka

Podobně jako v případě některých dalších vrchů v této oblasti (např. Baba u Děčan, Granátový vrch neboli Bota u Měrunic, Svinky u Kozlů, Syslík a Malý vrch u Třtěna) se jedná o diatrému, tj. přívodní vulkanickou dráhu, vyplněnou čedičovou brekcií, obsahující úlomky pyroponosných hornin – serpentinizovaných peridotitů – vyvlečených vulkanickou explozí z hlubin Země.
Stáří granátů (pyropů), vynesených na povrch výbuchem maaru před zhruba 10 milióny let, je nejméně 340 miliónů let. Okolí maaru tvořily měkčí druhohorní horniny, rychleji podléhající zvětrávání, což zároveň uspíšilo erozi a zvětrávání maaru, který byl původně zhruba o 300 metrů vyšší, než je současný nejvyšší bod Linhorky. Horniny z komínové brekcie byly i s pyropy, které jsou velmi tvrdé a odolné vůči zvětrávání, rozneseny po okolí a uloženy ve čtvrtohorních štěrcích podél jižního´úpatí Českého středohoří.
Zatímco v mateční hornině na Linhorce se vyskytují pouze pyropy, v náplavech Kuzovského potoka lze najít četné další minerály, jako je moissanit, zirkon, apatit, ilmenit, spinel, picotit, chromdiopsid, disten či safír, avšak vždy jen drobná zrnka o velikosti do dvou milimetrů. V oblasti jižního úpatí Českého středohoří byly v minulosti nalezeny také tři drobné diamanty.

## Těžba
První písemná zmínka o těžbě českých granátů je obsažena v knize Georgia Argricoly De natura fossilum z roku 1546, ve skutečnosti však byly pyropy na území Čech získávány již mnohem dříve, o čemž svědčí jejich výskyt ve starších špercích. V nejstarším období se zřejmě jednalo jen o povrchový sběr, zmínky o kopání a dobývání granátů se objevují až v době vlády císaře Rudolfa II.
V 19. století byla hornina, obsahující pyropy, těžena na Linhorce menšími šachticemi. V 60. letech 20. století byl za účelem hledání diamantonosných struktur, podobných jihoafrickým kimberlitům, na Linhorce prováděn geologický průzkum. Pokud jde o kimberlity, totožnost s nimi zde nalezena nebyla, zato byly získány podrobné informace o zdejší diatrémě a jejím trubkovitém tvaru.
Za perspektivní a z ekonomicky efektivní je v současnosti považována pouze těžba granátů z pleistocenních pruhů pyroponosných štěrků. Na základě průzkumů bylo možno takto určit tři pruhy, označované jako podsedický, chrášťanský a třebívlický, přičemž primárním zdrojem pyropů je ve všech těchto případech Linhorka.

## Fotogalerie

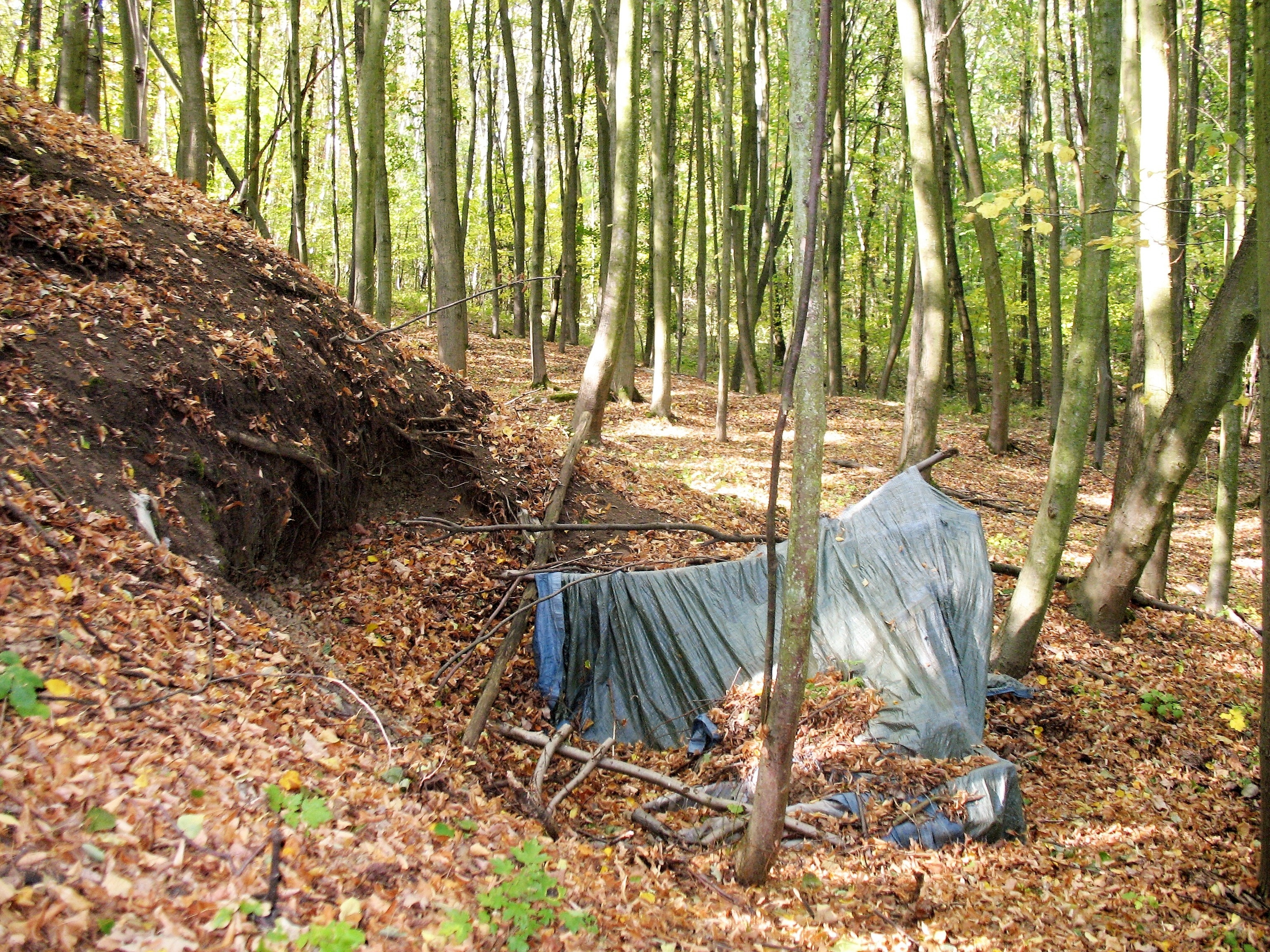
Stopy po hledačích minerálů
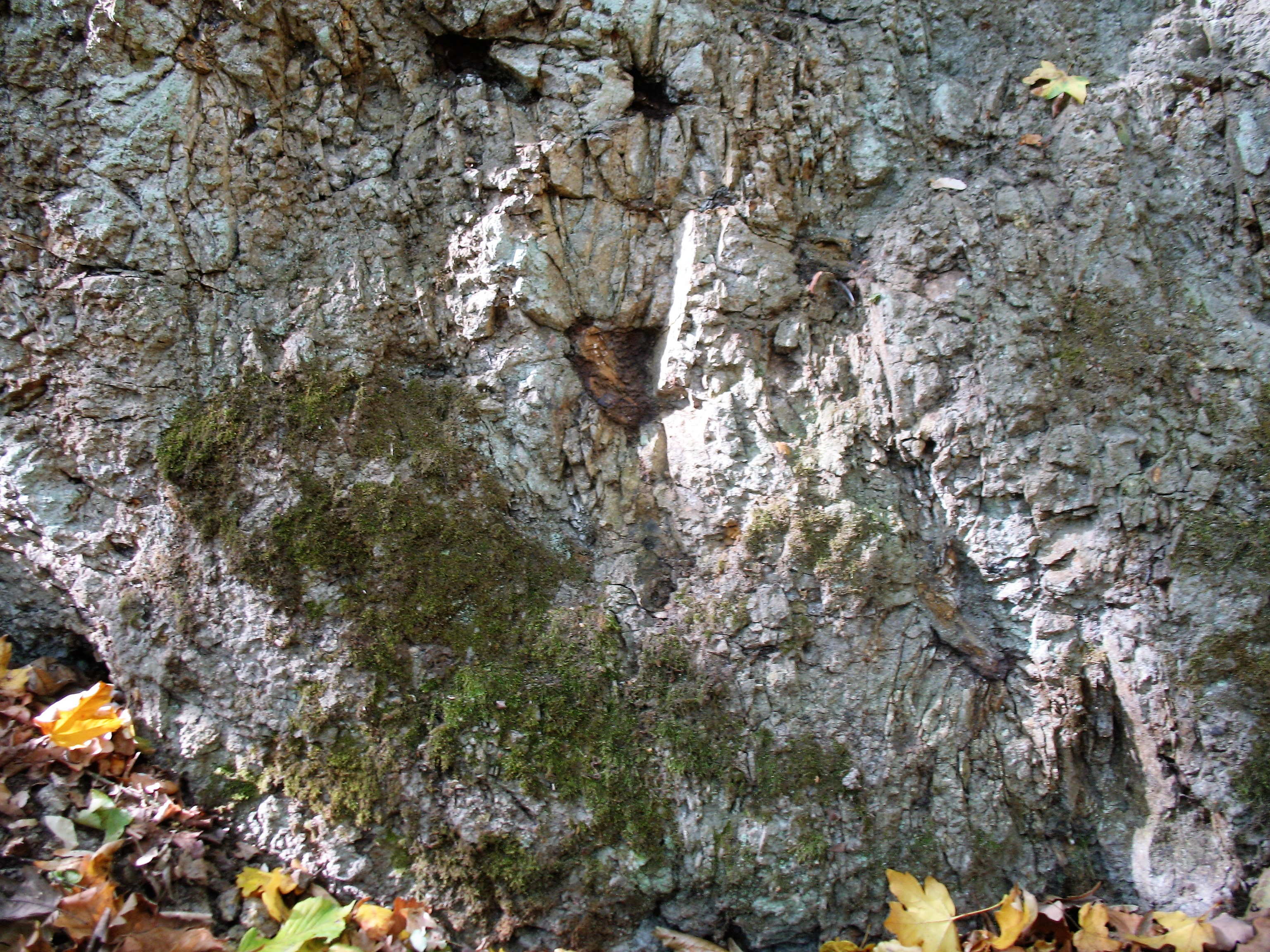
Tzv. kamenná slunce v lomu na úpatí Linhorky
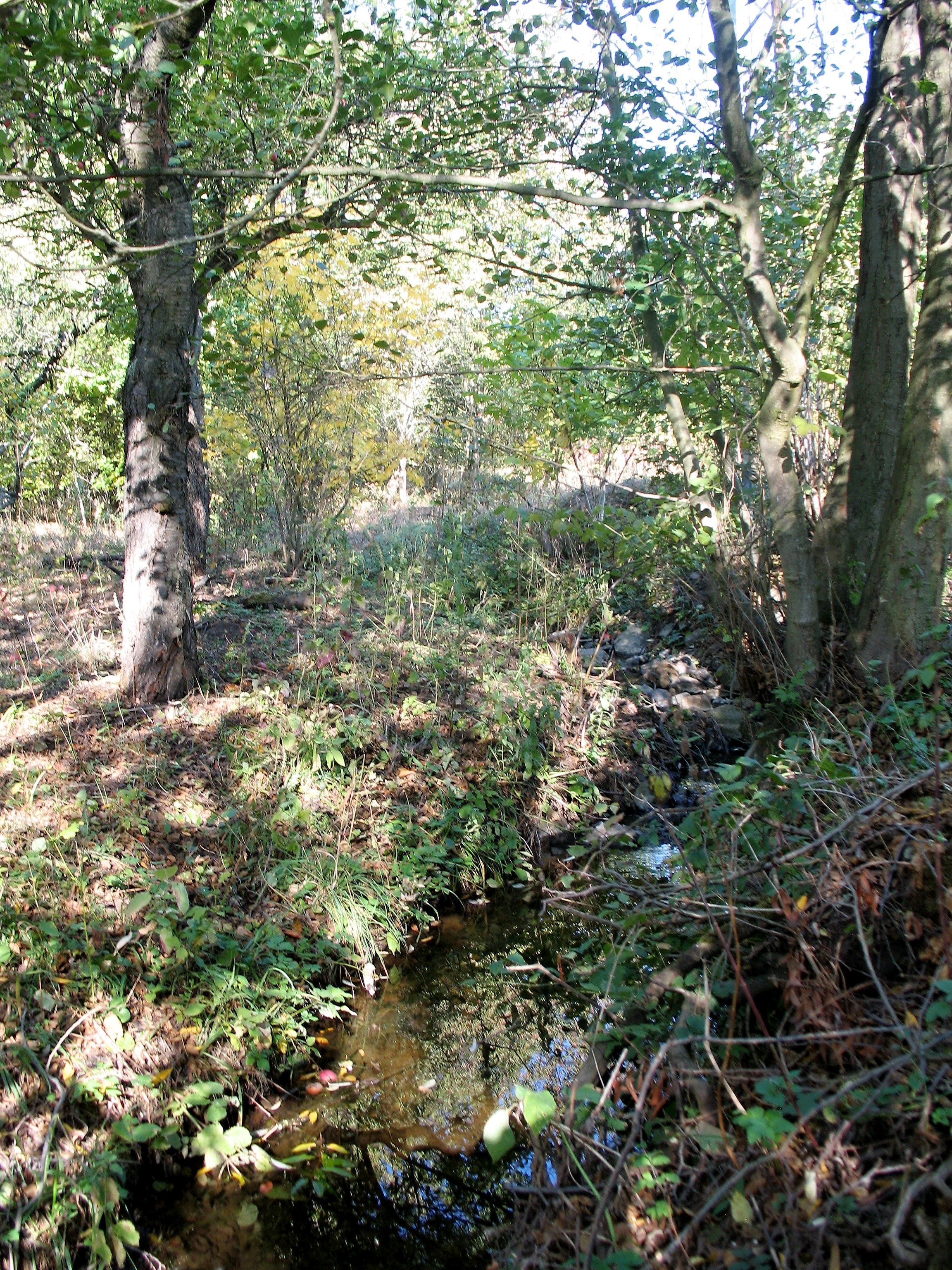
Kuzovský potok pod Linhorkou
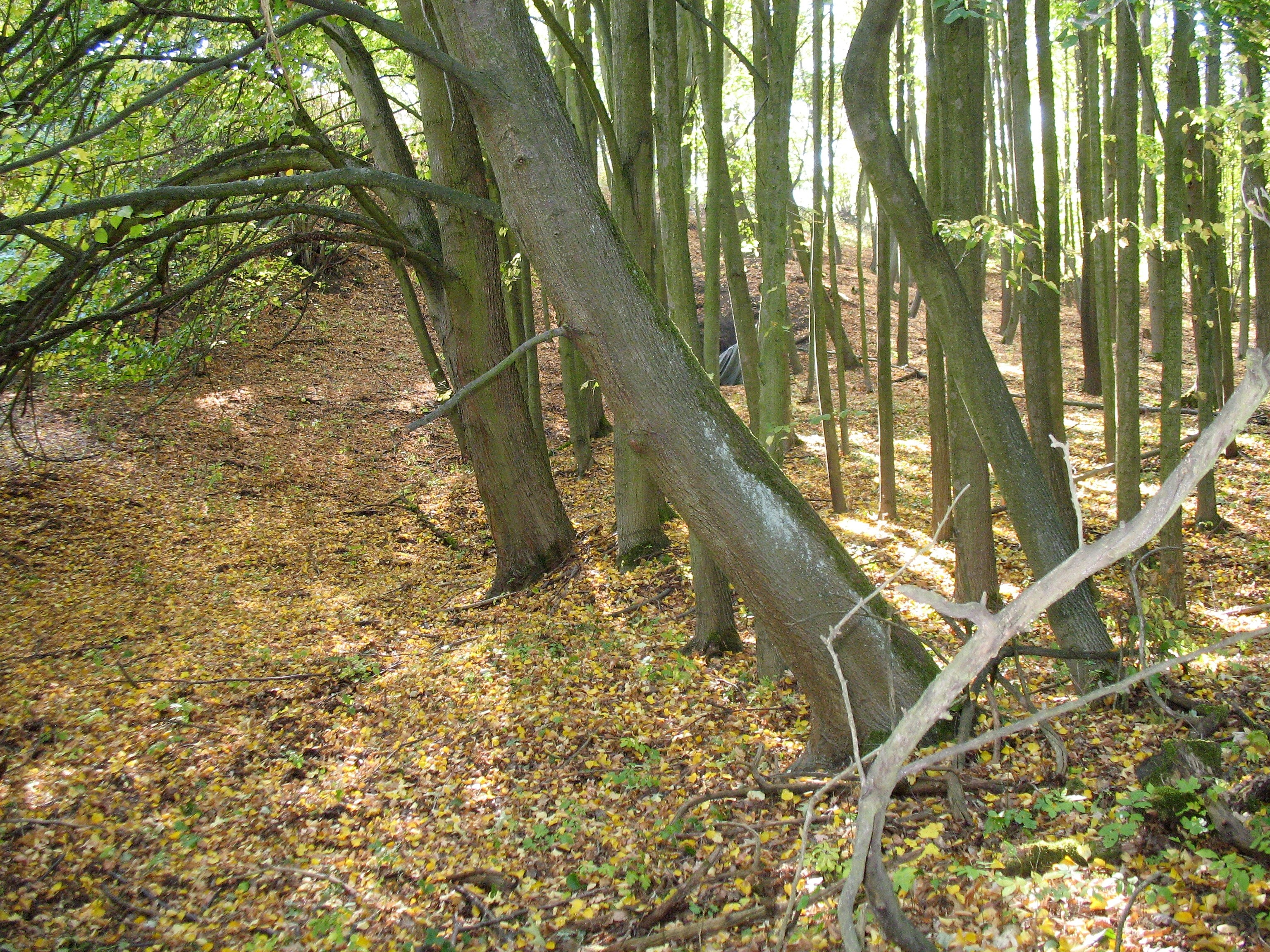
Les na severovýchodním svahu
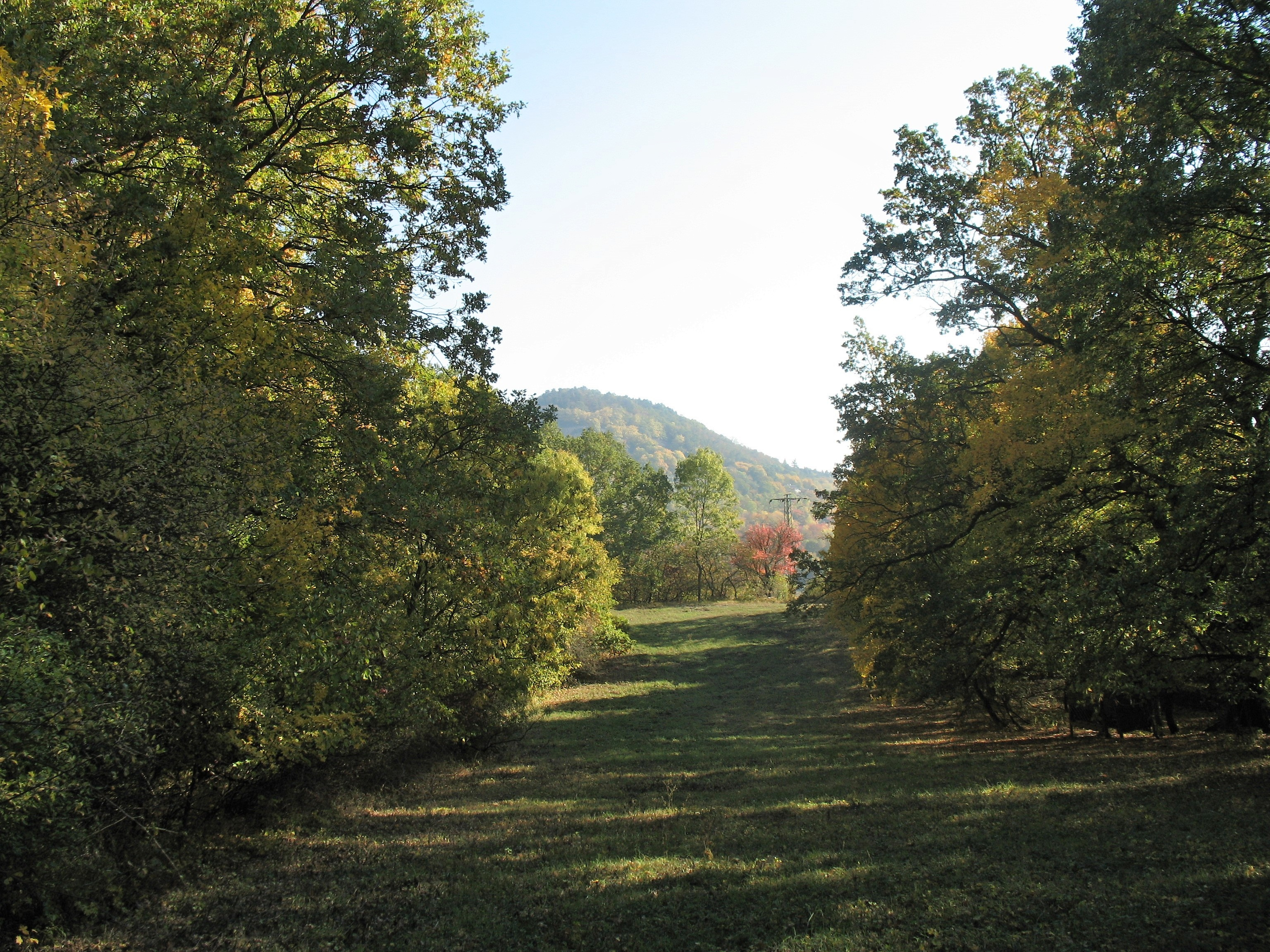
Pohled z vrcholových partií Linhorky k Blešnu